# Elektronisk fotboja

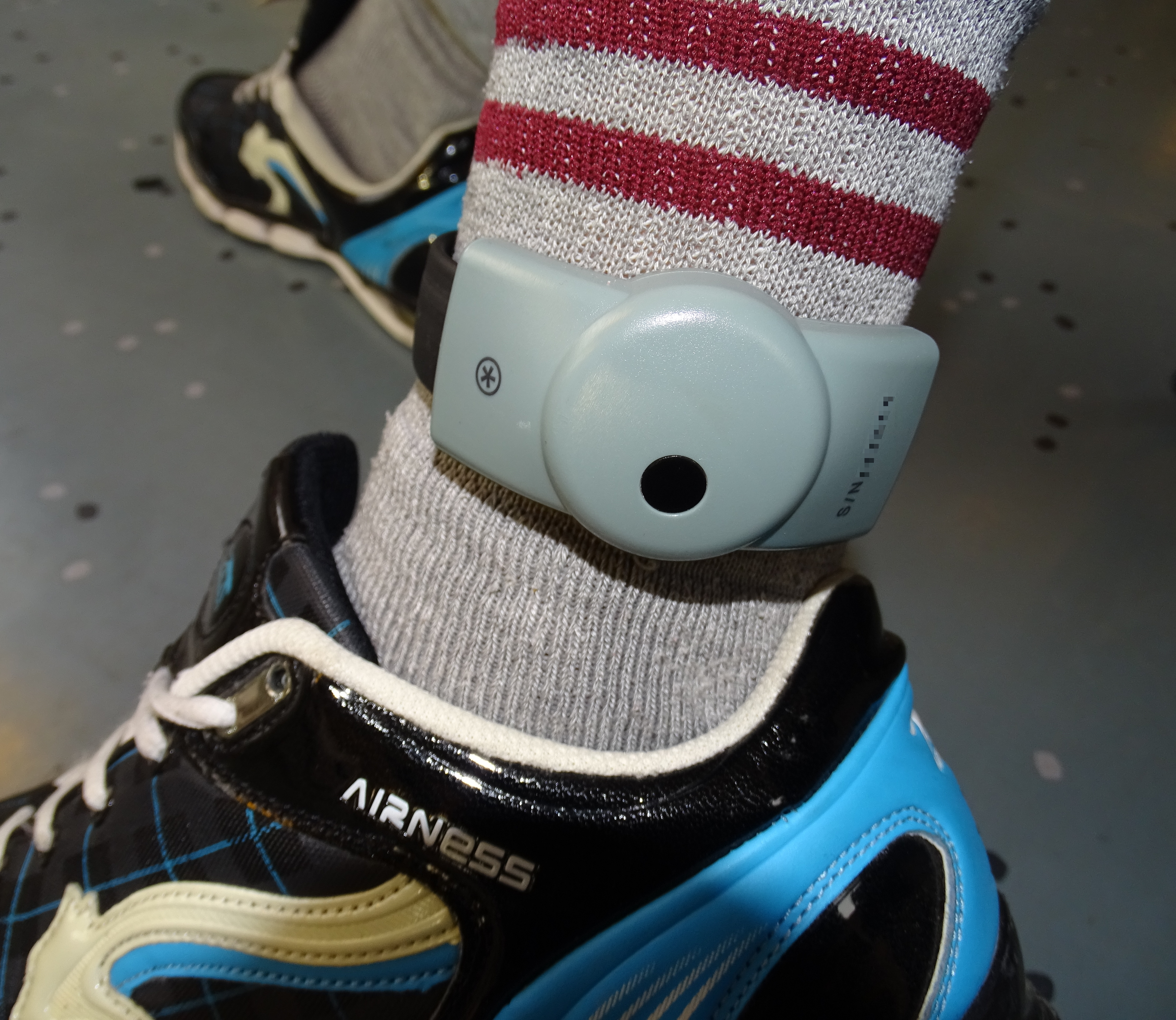
Elektronisk fotboja.

Elektronisk fotboja är en elektronisk apparat som används vid strafformen intensivövervakning (IÖV) som är ett alternativ till fängelsestraff. Intensivövervakning innebär verkställighet i hemmet istället för på anstalt. Den dömda övervakas med hjälp av en sändare (fotboja) som sätts runt fotleden. För att beviljas intensivövervakning (istället för fängelse) krävs att man har sysselsättning (minst 20 tim vecka) samt bostad av modern standard. Man måste vara helt alkohol- och drogfri. Man ska ha en kontaktperson på sin arbetsplats. Sysselsättningen kan utgöras av till exempel arbete, studier, av kriminalvården anordnad sysselsättning eller praktikplats. Dessutom måste en eventuell make eller sambo ge sitt samtycke till fotbojan. Det är kriminalvården som fattar beslut om vilka personer som ska beviljas elektronisk fotboja och de ansvarar även för verkställigheten.
Intensivövervakningen administreras av frivården men övervakning sker både hos frivården och hos Kriminalvården som har nationell övervakning dygnet runt, året runt. Alla personer dömda till fängelsestraff upp till sex månader kan ansöka om intensivövervakning. Den dömdes drogfrihet kontrolleras regelbundet. Vid misskötsel beslutar övervakningsnämnden om avbrytande av intensivövervakningen och den dömde får avtjäna återstående strafftid på anstalt.
Den elektroniska fotbojan uppfanns på 1980-talet av en domare i New Mexico vid namn Jack Love som fick inspiration från en seriestripp om Spindelmannen som han hade läst i en dagstidning .

## Mer avancerade varianter av elektronisk fotboja
Ett mer utvecklad variant som prövas som alternativ till den fysiska "bojan" är en lokator som består av en GPS-mottagare med mobiltelefon, ibland utförd som ett armbandsur. Den håller en central dator löpande informerad om bärarens position.